# هيرمان فون دير دونك
هيرمان والثر فون دير دونك (9 أكتوبر 1928 بون - 22 أغسطس 2018 بيلتهوفن) هو مؤرخ هولندي من أصل ألماني.

## حياته
فرت عائلة فون دير دونك من ألمانيا النازية إلى هولندا في عام 1937. وبما أن والدته كانت يهودية، لم يتمكن والده من العثور على أي عمل في ظل النظام الاشتراكي الوطني. وجد والده وظيفة في مدرسة كيز بويك في بيلتهوفن. لاحقاً، زار هيرمان فون دير دنك جامعة أوتريخت القريبة. وهناك، درس التاريخ تحت إشراف البروفيسور بيتر جيل وبعدها درس في معهد لايبنتز للتاريخ الأوروبي في ماينز. في عام 1966 أنهى أطروحته (باللغة الألمانية) في "Der Deutsche Vormärz und Belgien، 1930-1948" («فورمرتس الألمانية وبلجيكا، 1830-1848»). وبعد عام واحد، في عام 1967، أصبح فون دير دونك أستاذًا للتاريخ الحديث والمعاصر وكذلك التاريخ الثقافي في جامعة أوتريخت وبقي في هذا المنصب حتى عام 1990. وكان تقاعده المبكر (على الأقل جزئيا) رد فعل على إضفاء الطابع التجاري والبيروقراطية على الجامعات. تخصص في التاريخ الأوروبي والهولندي، وكذلك العلاقات الهولندية الألمانية. ركز الكثير من أعماله على «الحداثة والاستجابات المناهضة للحداثة»، كتب العديد من الدراسات ونشر مقالات بانتظام في الصحف والمجلات الهولندية. في عام 1995 حصل على ميدالية غوته. انتخب عضوا في الأكاديمية الملكية الهولندية للفنون والعلوم في عام 1986.

## أعماله
- دير دويتشه فورمارز أوني، 1830/48. فيسبادن، ف. شتاينر، 1966.
- السماء الزوال. حول ثقافة أوروبا في القرن العشرين. 2 مجلدات. أمستردام، مولينهوف، 2000.